# Hucho
Hucho es un género de peces teleósteos marinos y de agua dulce de la familia de los salmónidos. Una de sus especies se distribuye por el centro de Europa, el río Danubio y los afluentes de su cuenca hidrográfica, mientras que las otras cuatro se distribuyen por Asia.
Son peces de gran tamaño, por lo que reciben el nombre vulgar aumentativo de salmón, con un tamaño de hasta 2 m de longitud en el caso del japonés, y 1,5 m en el caso del salmón del Danubio (H. hucho).
Suelen pasar una fase de su vida en el mar y otra fase en los ríos de clima templado, aunque algunas de estas especies pasan toda la vida en ríos y lagos.
La pesca de estos peces es importante para la comercialización, siendo también empleados en acuicultura.

## Especies
Existen cuatro o cinco especies válidas en este género:
- Hucho bleekeri (Kimura, 1934)
- Hucho hucho (Linnaeus, 1758) - Salmón del Danubio
- Hucho ishikawae (Mori, 1928)
- Hucho perryi (Brevoort, 1856), según algunos autores lo encuadran en género aparte como Parahucho perryi.[5]
- Hucho taimen (Pallas, 1773)